# الاتحاد السوفيتي والأمم المتحدة
كان اتحاد الجمهوريات الاشتراكية السوفيتية عضوًا مؤسسًا في ميثاق الأمم المتحدة وأحد الأعضاء الخمسة الدائمين في مجلس الأمن. نُقل مقعده في الأمم المتحدة إلى الاتحاد الروسي بعد انهيار الاتحاد السوفيتي عام 1991.

## دوره في تأسيس الأمم المتحدة
لعب الاتحاد السوفيتي دورًا نشطًا في الأمم المتحدة والمنظمات الدولية والإقليمية الرئيسية الأخرى. ولعب دورًا في تأسيس الأمم المتحدة عام 1945، بناءً على طلب الولايات المتحدة. أصرّ الاتحاد السوفيتي على وجود حق النقض (الفيتو) في مجلس الأمن وعلى موافقة الأعضاء الخمسة الدائمون بالإجماع على التعديلات في ميثاق الأمم المتحدة.
كانت هناك أغلبية غربية في الأمم المتحدة منذ تأسيسها في 1945 إلى 1955. انضم عدد محدود فقط من الدول غير الغربية إلى الأمم المتحدة. شهد عام 1955 نهاية الهيمنة الأمريكية على الجمعية العامة. وذلك بسبب قبول المزيد من الأمم أصبحت دولًا في الأمم المتحدة. كانت الدول الجديدة في أغلب الأحيان قد بدأت تفهم للتو معنى كونها دولًا مستقلة عندما دُفعت إلى المنظمة حيث طُلب منها في كثير من الأحيان الاختيار بين الغرب والاتحاد السوفيتي. اكتسب الاتحاد السوفيتي العديد من الحلفاء الجدد بهذه الطريقة.
احتج اتحاد الجمهوريات الاشتراكية السوفيتية في البداية على عضوية الهند والفلبين، اللتان كان استقلالهما نظريًا إلى حد كبير (لكونهما في الأساس مستعمرتين للمملكة المتحدة والولايات المتحدة، على التوالي، في كل شيء باستثناء الاسم). قوبلت مطالبة الاتحاد السوفيتي بالاعتراف بجميع الجمهوريات الاشتراكية السوفيتية الخمس عشرة كدول أعضاء في الأمم المتحدة، بمطالبة مضادة من الولايات المتحدة بالاعتراف بالمثل بجميع ولاياتها البالغ عددها 48 ولاية. وفي النهاية، حصلت جمهوريتان سوفيتيتان (أوكرانيا وبيلاوروس) على عضوية كاملة في الأمم المتحدة، وهكذا كان الاتحاد السوفيتي ممثلًا بثلاثة مقاعد في الأمم المتحدة بين عامي 1945 و1991.
أدى ذلك إلى عدم إلحاح رئيس وفد الولايات المتحدة في مؤتمر سان فرانسيسكو، إدوارد ستيتينيوس، في المطالبة بثلاثة مقاعد في الجمعية. لم يذكر جيمس إف. بيرنز، الذي كان في مؤتمر يالطا حيث نوقشت مسألة المقاعد الثلاثة لأول مرة، أي عرض رسمي بثلاثة مقاعد للولايات المتحدة، ولم يناقش أي من الولايات الأمريكية كانت ستشغل تلك المقاعد لو عُرضت عليها.

## مجلس الأمن وحق النقض
زعم جون جي. ستوسنجر أن الاتحاد السوفيتي لم يسيء استخدام حق النقض. استخدم الاتحاد السوفيتي حق النقض 109 مرة بحلول عام 1973، من إجمالي 128 حق نقض استخدمه المجلس. استخدم الاتحاد السوفيتي حق النقض 18 مرة لحماية مصالحه الوطنية ضد الولايات المتحدة. استُخدمت العديد من حقوق النقض بسبب الحرب الباردة وإجراءات الكتلة الغربية المناهضة للشيوعية. ولكن لم يلتزم بجميع حقوق النقض المستخدمة. تبين أن الأمم المتحدة اتخذت تدابير إضافية مقابل 75 بالمئة من حقوق النقض التي استخدمها الاتحاد السوفيتي.
آمن السوفييت بقوة في حق النقض، وأصروا على أن يكون جزءًا من مجلس الأمن الدولي. وأعربوا عن هذا الخيار بحق النقض لكل من مجلس الأمن والجمعية العامة. أعلن أندريه واي. فيشنسكي، المندوب السوفيتي في الأمم المتحدة، عام 1950 أن «حق النقض هو المبدأ الأساسي الذي يشكل حجر الأساس للأمم المتحدة.»

## العلاقات مع الصين
بدأ النقاش حول تمثيل الصين في الأمم المتحدة عام 1949. تولى الحزب الشيوعي الصيني السيطرة على البر الرئيسى للبلاد، بينما انتقل القوميون إلى جزيرة تايوان. شغلت الحكومة القومية لجمهورية الصين مقعد الصين في الأمم المتحدة، ولكن نشأ نزاع حول الحكومة التي يجب أن تشغل مقعد الصين. دعم الاتحاد السوفيتي الحزب الشيوعي، ما أدى إلى الصراع مع الغرب. ساند مجلس الأمن الولايات المتحدة، واعتبر أن الحكومة الشيوعية لجمهورية الصين الشعبية غير شرعية، ومنعها من دخول الأمم المتحدة حتى عام 1971. كان الاتحاد السوفيتي واحدًا من ست عشرة دولة اعتبرت الحكومة الشيوعية هي الحكومة الشرعية، قبل نقل مقعد الصين إلى الحكومة الشيوعية لجمهورية الصين الشعبية عام 1971.
حدثت نقطة تحول رئيسية في العلاقات السوفيتية مع الأمم المتحدة في يناير 1950، عندما قاطع المندوبون السوفييت وظائف الأمم المتحدة احتجاجًا على احتلال جمهورية الصين لمقعد الصين. كان ياكوف مالك المندوب السوفيتي الوحيد الذي انسحب من الأمم المتحدة، وأعلن أنهم سيقاطعون المزيد من اجتماعات مجلس الأمن. وبسبب غياب المندوبين السوفييت، تمكن مجلس الأمن الدولي من التصويت لصالح تدخل القوات العسكرية التابعة للأمم المتحدة فيما تحول إلى الحرب الكورية. وكان ذلك انهيارًا لعمل المقاطعة الذي كان غير متوقعًا من الاتحاد السوفيتي في ذلك الوقت.
شككت الدول في الإجراءات السوفيتية المتعلقة بعلاقاتها مع الصين، وكيفية تصرفهم بشأن قضية التمثيل. صوّت الاتحاد السوفيتي دائمًا لحصول الحزب الشيوعي الصيني على المقعد في الأمم المتحدة.

## العلاقات مع الغرب
لعب الغرب دورًا توجيهيًا في مداولات الأمم المتحدة لسنوات عديدة، ولكن بحلول الستينيات حصلت العديد من المستعمرات السابقة على استقلالها وانضمت إلى الأمم المتحدة. كانت هذه الدول، التي أصبحت الغالبية في الجمعية العامة وغيرها من الهيئات، أكثر تقبلًا للنداءات السوفيتية المناهضة للإمبريالية. وبحلول السبعينيات، أصبحت مداولات الأمم المتحدة معادية بشكل متزايد للغرب وللولايات المتحدة خاصةً، اتضح هذا من اتجاهات التصويت الموالية للاتحاد السوفيتي والمعارضة للولايات المتحدة في الجمعية العامة.
ذكرت وسائل الإعلام الغربية عام 1987 أن الدول الشيوعية في أوروبا الشرقية وآسيا التي كانت حليفة للاتحاد السوفيتي، تلقت مساعدة إنمائية من الأمم المتحدة أكثر مما ساهم به الاتحاد السوفيتي. تناقض هذا مع الدعم الخطابي الذي قدمته الدول الشيوعية لإنشاء الأمم المتحدة نظام اقتصادي دولي جديد، ينقل الثروة من دول نصف الكرة الأرضية الشمالي الغنية إلى دول النصف الجنوبي الفقيرة. أعلن الاتحاد السوفيتي في سبتمبر 1987 أنه سيسدد جزء من ديونه للأمم المتحدة. ومع ذلك، لم يحظ الاتحاد السوفيتي بدعم الأمم المتحدة لمواقفه في السياسة الخارجية. كثيرًا ما زعمت دول الاتحاد السوفيتي ودول العالم الثالث أن الإمبريالية تسببت وحافظت على التفاوت في التوزيع العالمي للثروة. لكنهم اختلفوا حول المستوى المناسب من المساعدات السوفيتية لدول العالم الثالث. واجه الاتحاد السوفيتي معارضة شديدة لاجتياحه واحتلاله لأفغانستان ولاحتلال الفيتنام لكمبوديا ولم يتلق سوى القليل من التأييد (يتضح هذا من امتناع دول العالم الثالث عن التصويت) لاقتراحه لعام 1987 بشأن إنشاء «نظام شامل للسلم والأمن الدوليين».

## المشاركة في الوكالات المتخصصة
بعد انسحابه من الأمم المتحدة في يناير 1950، المعروف بالمقاطعة الصينية، عاد الاتحاد السوفيتي إلى هيئات الأمم المتحدة المختلفة في أغسطس 1950. أدت هذه العودة إلى بداية سياسة جديدة للمشاركة النشطة في المنظمات الدولية والإقليمية. وبحلول أواخر الثمانينيات، كان الاتحاد السوفيتي ينتمي إلى معظم الوكالات المتخصصة التابعة للأمم المتحدة. لكنهم قاوموا الانضمام إلى جهود الإغاثة الزراعية والغذائية والإنسانية المختلفة.
قدم الاتحاد السوفيتي أثناء عهد ميخائيل غورباتشوف اقتراحات متكررة لزيادة مشاركة الأمم المتحدة في تسوية القوى العظمى والمشاكل والصراعات الإقليمية. ورغم أن هذه الاقتراحات لم تنفذ، إلا أنها شكلت مبادرات جديدة في السياسة الخارجية السوفيتية وشكلت انفصالًا عن طبيعة السياسة الخارجية السوفيتية السابقة. ما قلل من حدة التوترات العالمية.

## الانهيار وخلافة روسيا للمقعد
وقعّت 11 جمهورية سوفيتية - جميعها باستثناء دول البلطيق الثلاثة وجورجيا- عقب انهيار الاتحاد السوفيتي على بروتوكول ألما-آتا في 21 ديسمبر 1991، الذي أنشأ رابطة الدول المستقلة وأعلن أن الاتحاد السوفيتي لم يعد موجودًا. نص البروتوكول على تولي الاتحاد الروسي عضوية الاتحاد السوفيتي في الأمم المتحدة، بما في ذلك مقعده الدائم في مجلس الأمن التابع للأمم المتحدة. أضفت استقالة الرئيس السوفيتي غورباتشوف في 25 ديسمبر 1991 وتفكك السوفيات الجمهوريات في اليوم التالي طابعًا رسميًا على نهاية الاتحاد السوفيتي.
سلم المندوب الدائم للاتحاد السوفيتي في الأمم المتحدة يولي فورونتسوف رسالة من الرئيس الروسي بوريس يلتسن إلى الأمين العام للأمم المتحدة في 24 ديسمبر 1991. جاء في الرسالة أن الاتحاد السوفيتي لم يعد موجودًا، وأن روسيا ستواصل عضوية الاتحاد السوفيتي في الأمم المتحدة وستحافظ على كامل المسؤولية عن جميع حقوق والتزامات الاتحاد السوفيتي بموجب ميثاق الأمم المتحدة. عُممت الرسالة على أعضاء الأمم المتحدة دون أي اعتراض، وتولت روسيا رسميًا مقعد الاتحاد السوفيتي في الجمعية العامة للأمم المتحدة، وفي مجلس الأمن وفي أجهزة الأمم المتحدة الأخرى. أكدت الرسالة أيضًا وثائق تفويض المندوبين السوفييت لتمثيل روسيا، واستمر المندوبون السوفييت في مختلف وكالات الأمم المتحدة في العمل كمندوبين روس دون تقديم أوراق اعتماد جديدة. واصل السفير فورونتسوف عمله كأول مندوب دائم للاتحاد الروسي في الأمم المتحدة.
في 31 يناير 1992، شغل الرئيس الروسي بوريس يلتسن بنفسه مقعد الاتحاد الروسي في مجلس الأمن أثناء «اجتماع قمة» المجلس الذي حضره رؤساء الدول والحكومات.